# Дэйно, Марк
Марк Дэйно (англ. Mark Daigneault; род. 1985, Леминстер, Массачусетс) — американский баскетбольный тренер, работающий главным тренером клуба НБА «Оклахома-Сити Тандер». В 2024 году, одержав 57 побед в регулярном чемпионате вместе с «Тандер», он был назван тренером года НБА.

## Карьера тренера
Во время обучения в Коннектикутском университете Дэйно был менеджером студенческой баскетбольной команды «Коннектикут Хаскис» с 2003 по 2007 год, где главным тренером был Джим Калхун. Получив степень бакалавра в области образования, Дэйно изначально намеревался поступить в магистратуру, но Калхун и помощник главного тренера Джордж Блэйни настоятельно рекомендовали Дэйно занять должность помощника тренера в «Холи Кросс Крусэйдерс». Во время пребывания Дэйно в Колледже Святого Креста «Крусэйдерс» заняли второе место в Лиге Патриотов в сезоне 2008/2009.
После трёх сезонов в «Холи Кросс» Дэйно поступил в аспирантуру Флоридского университета, где присоединился к будущему главному тренеру «Тандер» Билли Доновану в качестве помощника, работая в команде «Флорида Гейторс». Получив диплом по спортивному менеджменту, Дэйно стал помощником главного тренера, который занимался скаутингом и работой с игроками за пределами площадки. За время работы Дэйно «Гейторс» одержал 120 побед при всего 30 поражениях, включая три титула Юго-Восточной конференции и попаданием в топ-8 команд NCAA в каждый из четырёх сезонов. Он также помогал Доновану, когда тот тренировал юношескую сборную США по баскетболу.

### Оклахома-Сити Блю (2014–2019)
22 августа 2014 года руководство клуба «Оклахома-Сити Тандер» назначил Дэйно новым главным тренером фарм-клуба «Оклахома-Сити Блю» после повышения Дарко Раяковича в тренерский штаб «Тандер». Главный тренер Флориды Билли Донован, работавший с Дэйно в течение четырёх сезонов, отметил, что Дэйно «был ценным членом нашего коллектива». В первом сезоне Дэйно с «Блю», он показал неплохой результат — 28 побед при 22 поражениях и выход в плей-офф. В сезоне НБА 2015/2016 Дэйно присоединился к тренерскому штабу Билли Донована, который был нанят в качестве главного тренера «Тандер», в середине сезона после того, как ассистент Морис Чикс отсутствовал шесть недель. Дэйно оставался с «Тандер» до конца сезона и позже вернулся в «Блю» после начала плей-офф «Тандер». В сезоне 2016/2017 Дэйно привел «Блю» к рекордным для франшизы 34 победам. «Блю» заняли первое место в Западной конференции, но проиграли в финале конференции. После выхода в финал конференции «Блю» не смогли выйти из первого раунда, заняв третье место в Западной конференции в сезоне 2017/2018. В своём последнем сезоне Дэйно привёл «Блю» к третьему подряд чемпионству в дивизионе и повторил рекордом франшизы, одержав 34 победы. Однако «Блю» проиграли в полуфинале конференции, что стало их последним выходом в плей-офф до сезона 2023/2024.
В своем пятом и последнем сезоне Дэйно стал самым долгоработающим тренером в истории франшизы. За время своего пребывания на посту Дэйно выиграл три награды тренера месяца, привел «Блю» к четырём выходам в плей-офф и показателю 143–107, что является наибольшим количеством побед тренера в истории франшизы.

### Оклахома-Сити Тандер (2019–настоящее время)
В 2019 году Дэйно был назначен помощником тренера «Оклахома-Сити Тандер», снова воссоединившись с главным тренером Билли Донованом. С этим переходом Дэйно стал четвертым подряд главным тренером «Оклахомы-Сити Блю», ставшим помощником в НБА.
После сезона 2019/2020 годов «Тандер» и главный тренер Билли Донован взаимно согласились расстаться, поскольку команда перешла в фазу перестройки. 11 ноября 2020 года «Тандер» назначил Дэйно новым главным тренером команды, он стал четвёртым главным тренером в истории «Тандер». С назначением Дэйно стал вторым самым молодым главным тренером в НБА на тот момент.
Во время поиска тренера «Тандер» генеральный менеджер Сэм Прести с энтузиазмом отнесся к послужному списку Дэйно в «Тандер», включая «общение с игроками, обучение игре и внесение краткосрочных и долгосрочных корректировок, которые имеют решающее значение для франшизы, которая переходит от борьбы за плей-офф к более молодому, развивающемуся составу».
Когда «Тандер» находился в фазе перестройки, Дэйно закончил свой первый сезон с результатом 22–50, что стало первым сезоном отрицательной разницей побед и поражений с сезона 2008/2009. Во втором сезоне Дэйно привел самую молодую команду в истории НБА к восьми победам с 15+ очками. До перерыва на Матч всех звёзд «Тандер» также имели восьмой лучший рейтинг защиты — 108,6. Однако «Тандер» закончили с результатом 24–58, что стало их вторым подряд отрицательным сезоном. В третьем сезоне перестройки «Тандер», Дэйно стал одним из лучших тренеров в НБА, поскольку «Тандер» улучшили свой показатель до 40-42, что на 16 побед больше, чем в предыдущем сезоне. «Тандер» попали в турнир плей-ин НБА, заняв 10 место, и победили «Нью-Орлеан Пеликанс», прежде чем проиграть «Миннесоте Тимбервулвз» в финале плей-ин. После того, как они превзошли предсезонные ожидания и появились в плей-ин, Дэйно был номинирован на премию Тренер года НБА. Дэйно в конечном итоге занял второе место в голосовании с 48 голосами за второе место и 20 голосами за третье место. Перед началом сезона 2023/2024 «Тандер» объявили, что главный тренер Дэйно подписал многолетнее продление контракта.
В апреле 2024 года было объявлено, что Дэйно был официально назван тренером года НБА в сезоне 2023/2024. Он присоединяется к Скотту Бруксу (2010) в качестве единственного тренера «Тандер», который выиграл эту награду.
20 января 2025 года стало известно, что главный тренер «Оклахомы» возглавит одну из четырех команд на Матче всех звезд 2025 года.